# Jiří Machalík
Jiří Machalík (19. června 1945 – 13. února 2014)[zdroj?] byl český a československý politik Komunistické strany Československa po sametové revoluci, později první předseda KSČM, poslanec Sněmovny národů a České národní rady Federálního shromáždění a poslanec Poslanecké sněmovny v 90. letech.

## Biografie
V roce 1969 absolvoval přírodověckou fakultu Univerzity Palackého v Olomouci. V letech 1969-1970 pracoval jako dělník v Seliko Olomouc, 1970-1973 byl zaměstnán u KNV v Ostravě jako středoškolský učitel. Od roku 1973 učil na Univerzitě Palackého v Olomouci.  Publikoval práce na téma vědeckého ateismu a marxismu-leninismu. Profesně byl k roku 1990 uváděn jako tajemník Ústředního výboru KSČ, bytem Olomouc.
V lednu 1990 zasedl v rámci procesu kooptací do Federálního shromáždění po sametové revoluci do české části Sněmovny národů (volební obvod č. 74 - Šumperk, Severomoravský kraj) jako poslanec za KSČ reprezentující novou garnituru nezatíženou výraznější normalizační politickou aktivitou. Ve Federálním shromáždění setrval do voleb roku 1990. KSČ v této době prošla symetrickou federalizací (vznik samostatné komunistické strany pro české země). Na ustavujícím sjezdu KSČM v březnu 1990 byl zvolen jejím prvním předsedou. Ve funkci dohlížel na zásadní reformy fungování strany v podmínkách politického pluralismu. KSČM v dubnu 1990 deklarovala, že státu předá nemovitosti, které nabyla v době vlády jedné strany. Machalík ovšem odmítl projekt transformace komunistické strany ve volnější alianci levicových skupin (včetně reformních komunistů z doby před rokem 1969). Konstatoval, že tento volný model po vzoru Občanského fóra by vedl k rozkladu strany. Ve funkci předsedy setrval jen několik měsíců. Na sjezdu KSČM v říjnu 1990 ho v čele strany nahradil Jiří Svoboda, který měl komunistům dodat reformnější image.
Ve volbách roku 1990 byl zvolen do České národní rady, nyní již za federalizovanou KSČM. Mandát obhájil ve volbách roku 1992, opět za KSČM, respektive za koalici Levý blok, do níž KSČM přistoupila. Po zániku Československa v prosinci 1992 se ČNR transformovala do Poslanecké sněmovny, v níž zasedal do konce funkčního období, tedy do voleb v roce 1996. Během volebního období 1992–1996 přešel do strany Levý blok (skupina reformní levice, která po rozpadu koalice Levý blok přijala název této střechové platformy a v parlamentu působila nezávisle na KSČM). Již v únoru 1993 konstatoval, že pokud KSČM nezmění svůj název, skončí jako skanzen.
V letech 1999–2008 byl evidován jako živnostník, bytem Olomouc.
Zemřel v důsledku srdeční vady 13. února 2014.[zdroj?]